# La Virginia
La Virginia ist eine Gemeinde (municipio) im Departamento Risaralda in Kolumbien. La Virginia ist Teil der Metropolregion Área Metropolitana de Centro Occidente (AMCO), der Metropolregion von Pereira.

## Geographie
La Virginia liegt im Departamento de Risaralda in der kolumbianischen Kaffeezone (Eje Cafetero) 30 km von Pereira entfernt auf einer Höhe von 889 m ü. NN und hat eine Jahresdurchschnittstemperatur von etwa 28 °C. La Virginia liegt an der Mündung des Río Risaralda in den Río Cauca in der Westkordillere der kolumbianischen Anden. Die Gemeinde grenzt im Norden an Belalcázar im Departamento de Caldas, im Süden an das corregimiento Caimalito von Pereira, im Osten an Pereira und Marsella und im Westen an Balboa und Santuario.

## Bevölkerung
Die Gemeinde La Virginia hat 32.330 Einwohner, von denen 31.811 im städtischen Teil (cabecera municipal) der Gemeinde leben (Stand: 2019). In der Metropolregion leben 717.914 Menschen.

## Geschichte
Das Gebiet des heutigen La Virginia war vor der Ankunft der Spanier von den indigenen Völkern der Ansermas und Apías bewohnt und war zudem vor den ersten Besiedlungen durch weiße Kolumbianer Ort einer afrokolumbianischen Siedlung. Vorherige Namen des Ortes waren Sopinga, Nigricia und Bodega. Der heutige Ort wurde 1888 gegründet. Seit 1959 hat La Virginia den Status einer Gemeinde und seit 1991 ist die Gemeinde Teil der Metropolregion Pereiras.

## Wirtschaft
Der wichtigste Wirtschaftszweig von La Virginia ist der Handel. Zudem spielen Holzindustrie, Tourismus und Baugewerbe sowie im ländlichen Teil der Gemeinde Tierhaltung und Anbau von Zuckerrohr eine wichtige Rolle. Außerdem wird der Fluss Río Cauca auf verschiedene Art bewirtschaftet.

## Verkehr
Der Flughafen von Pereira liegt nur 25 Minuten von La Virginia entfernt. Die Straßenanbindung der Gemeinde ist sehr gut. Zudem hat die Schifffahrt eine gewisse Bedeutung, insbesondere im Tourismus.